# 萊特拉卡內
萊特拉卡內是非洲南部國家博茨瓦納的城鎮，由中部區負責管轄，位於馬卡迪卡迪鹽沼以南，鎮上有三個鑽石礦場，2001年人口估計約19,539。
21°25′S 25°35′E / 21.417°S 25.583°E